# Adineh Masjed
Adineh Masjed é uma cidade do Afeganistão, localizada na província de Bactro.